# 阿兰娜·比尔德
阿兰娜·莫妮克·比尔德（英語：Alana Monique Beard，1982年5月14日—），美国职业篮球运动员，现效力于WNBA的洛杉矶火花队。她是2017年和2018年WNBA年度最佳防守球员。